# Hippolyte Taine
Hippolyte Adolphe Taine (Vouziers, 21 aprile 1828 – Parigi, 5 marzo 1893) è stato un filosofo, storico e critico letterario francese. È stato il principale teorico del naturalismo francese, uno dei principali fautori del positivismo sociologico, e uno dei primi operatori di Critica storicistica.

## Biografia
Egli diede quindi origine al movimento dello storicismo letterario. Taine è ricordato soprattutto per il suo triplice approccio allo studio contestuale di un'opera d'arte, basata sugli aspetti di ciò che egli chiama la razza, l'ambiente e il momento.
Taine ha avuto un profondo impatto sulla letteratura francese; l'Encyclopedia Britannica ha affermato nel 1911 che «il tono che pervade le opere di Zola, Paul Bourget e Maupassant può essere attribuito all'influenza di Taine.».
Egli elaborò una nuova estetica, secondo la quale l'opera d'arte è determinata da fattori puramente naturali: un'arte vista come prodotto della natura e rappresentata con la precisione della scienza sono i punti base di questa concezione.
(Hippolyte Taine)
Così scriveva Taine nel 1853. Perciò i sentimenti stessi dell'uomo vanno descritti come il risultato di un processo meccanico, chimico o fisico: «il vizio e la virtù sono prodotti come il vetriolo e lo zucchero». L'opera d'arte, come ogni espressione umana, è il risultato di tre fattori: quello ereditario (race), l'ambiente sociale (milieu) e il momento storico (moment).
È evidente il concetto di determinismo: il comportamento non è legato alla libera scelta dell'uomo, ma è condizionato da fattori a lui esterni, come l'educazione, l'ambiente sociale, le malattie, i bisogni economici.
Il metodo da lui usato venne pertanto definito determinismo perché, come scrive Alberto Asor Rosa «… tendeva a stabilire un rapporto quasi necessario fra le condizioni esterne della creazione (soprattutto l'ambiente sociale e politico) e la creazione medesima. Influenzò fortemente la genesi del naturalismo francese ed europeo».
La psicologia è ridotta a semplice fisiologia: i rapporti psicologici dell'uomo dipendono dalla sua condizione fisica.
I racconti devono quindi essere costruiti con distacco, come se si trattasse di casi clinici: l'artista deve raccogliere i documenti umani, studiarli e descriverli con la stessa freddezza dei medici di fronte alla malattia.

## Opere
- 1853 De personis Platonicis. Essai sur les fables de La Fontaine
- 1854 Essai sur Tite-Live
- 1855 Voyage aux eaux des Pyrénées
- 1856 Les philosophes français du XIXe siècle
- 1857 Essais de critique et d'histoire
- 1860 La Fontaine et ses fables
- 1864 Histoire de la littérature anglaise, 4 vol. L'idéalisme anglais, étude sur Carlyle. Le positivisme anglais, étude sur Stuart Mill
- 1865 Les écrivains anglais contemporains. Nouveaux essais de critique et d'histoire
- 1866 Philosophie de l'art en Italie. Voyage en Italie
- 1876 Notes sur Paris. L'idéal dans l'art
- 1868 Philosophie de l'art dans les Pays-Bas
- 1869 Philosophie de l'art en Grèce
- 1870 De l'intelligence, 2 voll.
- 1871 Du suffrage universel et de la manière de voter. Un séjour en France de 1792 à 1795. Notes sur l'Angleterre
- 1876-1894 Origines de la France contemporaine:
  - Vol. I: L'ancien régime
  - Voll. II - IV: La Révolution
  - Voll. V e VI: Le Régime moderne
- 1894 Derniers essais de critique et d'histoire